# Danh sách đĩa đơn quán quân Hot 100 thập niên 2000 (Mỹ)
Billboard Hot 100 là một bảng xếp hạng những đĩa đơn thành công nhất tại thị trường âm nhạc Hoa Kỳ. Bảng xếp hạng do tạp chí Billboard xuất bản cùng những số liệu được tổng hợp bởi Nielsen SoundScan dựa trên doanh số hàng tuần của từng đĩa thường (CD, vinyl và cassette) và doanh số tải kĩ thuật số, tần suất phát sóng và streaming. Ở thập niên 2000, ngày "kết thúc tuần" trên mỗi bảng xếp hạng là ngày thứ 7 của hai tuần kế tiếp. Chỉ những ca khúc phát hành thành đĩa thường được tính làm chỉ số cho đến năm 1988, khi tạp chí Billboard cho các đĩa đơn chỉ phát qua radio được phép xuất hiện trên bảng xếp hạng. Trong khi Nielsen đã bắt đầu thu thập dữ liệu về doanh số kĩ thuật số từ năm 2003 cho một bảng xếp hạng riêng mang tên Digital Songs, thì phải đến bảng xếp hạng ngày 12 tháng 2 năm 2005, doanh số kĩ thuật số mới được chính thức công nhận là một chỉ số tính điểm trên Hot 100, trong bối cảnh doanh thu đĩa thường truyền thống sụt giảm. Ngày 4 tháng 8 năm 2007, Billboard bổ sung thêm lượng stream trực tuyến vào phương thức tính điểm.
Trong suốt thập niên 2000, có tổng cộng 129 đĩa đơn từng ngự trị ở ngôi đầu Hot 100. Mặc dù "Smooth" của Santana hợp tác với Rob Thomas đứng đầu bảng xếp hạng trong 2 tuần đầu tiên của năm 2000, bài hát lại không được tính là đĩa đơn quán quân của thập niên 2000 vì nó đã leo lên ngôi đầu Hot 100 vào tháng 10 năm 1999. Do đó, ca khúc chỉ được tính là đĩa đơn quán quân của thập niên 1990. Nhìn chung, thập kỷ chứng kiến sự thống trị của các bản nhạc hip hop và R&B, cùng với sự giao thoa giữa nhạc pop và nhịp điệu dance, thay thế xu hướng ballad truyền cảm của thập niên 1990. Trong khi nửa đầu của thập niên 2000 chứng kiến sự thích ứng của doanh số đĩa thường, thì nửa sau lại chào đón sự thống trị của doanh số streaming và kĩ thuật số. Thay đổi này xảy ra do sự phát triển của internet, dẫn đến việc âm nhạc được phân phối rộng rãi trên các trang bán hàng và nền tảng streaming trực tuyến.
Trong suốt thập kỷ, Usher là nghệ sĩ thành công nhất khi tích lũy 7 ca khúc quán quân và có 41 tuần ngự trị ở ngôi đầu, nhiều hơn bất kì đồng nghiệp nào khác. Beyoncé xếp kế tiếp với 5 bài quán quân và 36 tuần xếp đầu, nhiều nhất trong số các nhạc sĩ nữ. Những nghệ sĩ khác có ít nhất 4 ca khúc quán quân là Rihanna (5 bài) và Mariah Carey, Alicia Keys, 50 Cent, Ludacris, Nelly và Justin Timberlake (4 bài); các nghệ sĩ khác trụ ở đầu bảng xếp hạng hơn 20 tuần là The Black Eyed Peas (26), Nelly (23), 50 Cent (23) và Alicia Keys (22). "We Belong Together" của Mariah Carey là đĩa đơn thành công nhất thập niên trên Hot 100, với 14 tuần không liên tục ở ngôi quán quân năm 2005. "Yeah!" của Usher hợp tác với Lil Jon và Ludacris cùng bài "Boom Boom Pow" của The Black Eyed Peas đồng hạng hai cho thành tích nhiều tuần quán quân cao thứ hai (12 tuần/bài).

## Danh sách cụ thể

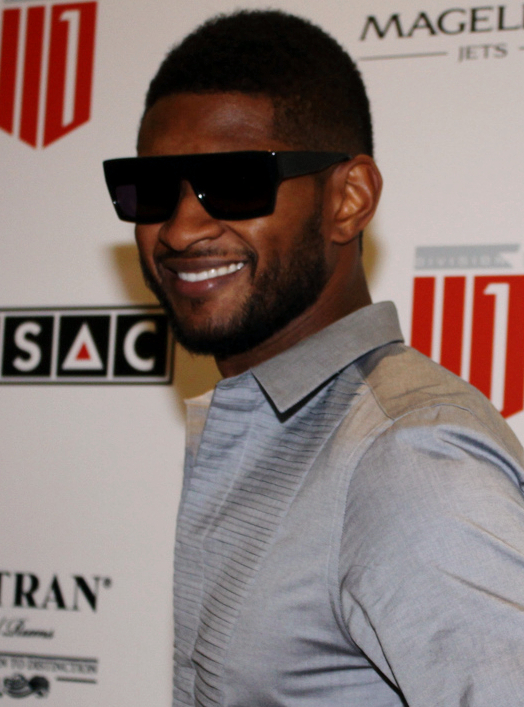
Ca sĩ Usher tích lũy 7 ca khúc quán quân và 42 tuần đứng đầu bảng xếp hạng suốt thập niên 2000.

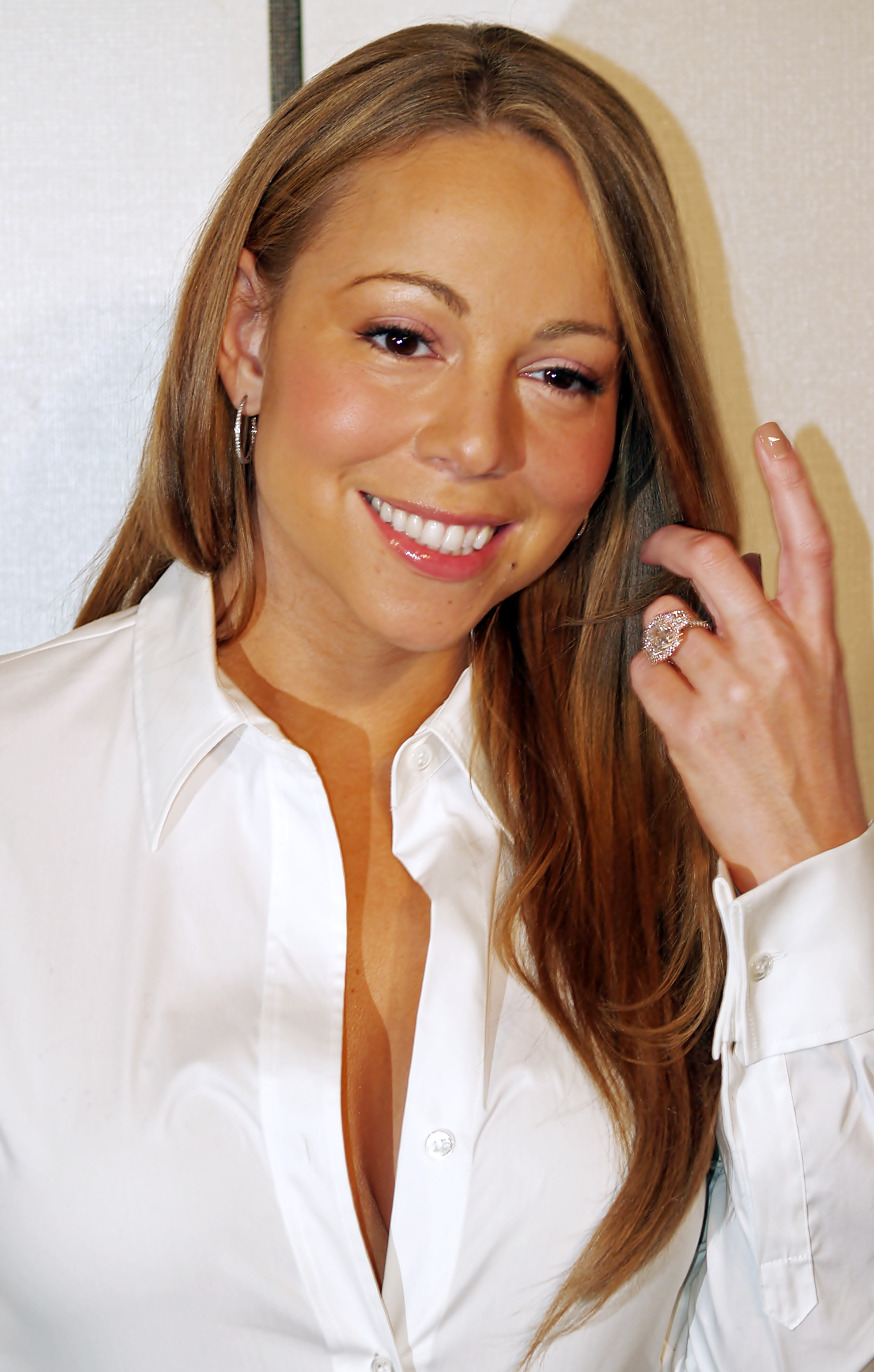
"We Belong Together" quán quân Billboard Hot 100 năm 2005 của Mariah Carey là đĩa đơn thành công nhất thập niên. Ngoài ra các đĩa đơn quán quân khác của cô bao gồm "Thank God I Found You" (2000), "Don't Forget About Us" (2006) và "Touch My Body" (2008).

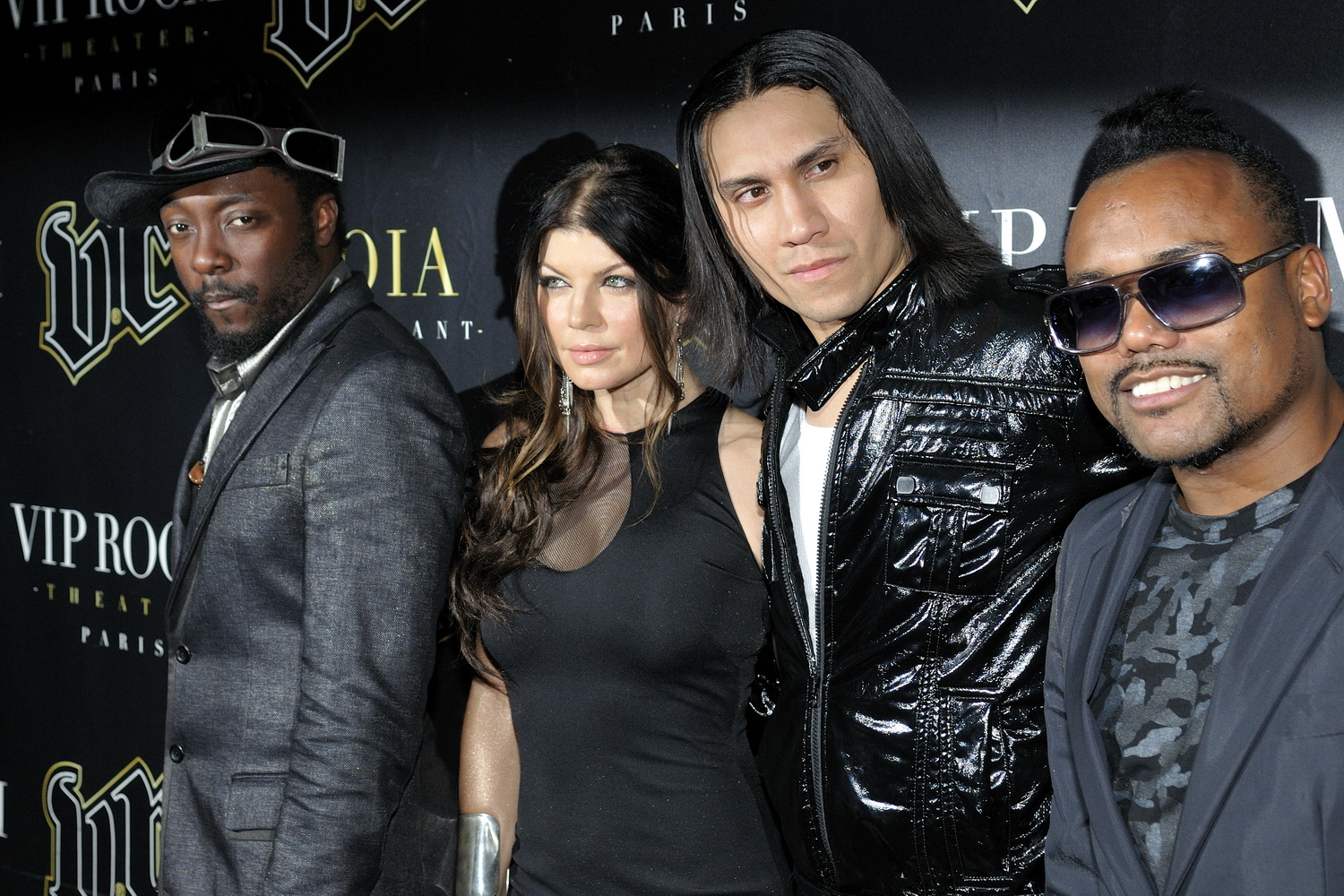
The Black Eyed Peas ghi dấu hai bài quán quân năm 2009 "Boom Boom Pow" và "I Gotta Feeling".

Nữ ca sĩ Beyoncé là nữ nghệ sĩ thành công nhất trên bảng xếp hạng thập niên 2000, với 5 đĩa đơn và 36 tuần quán quân.

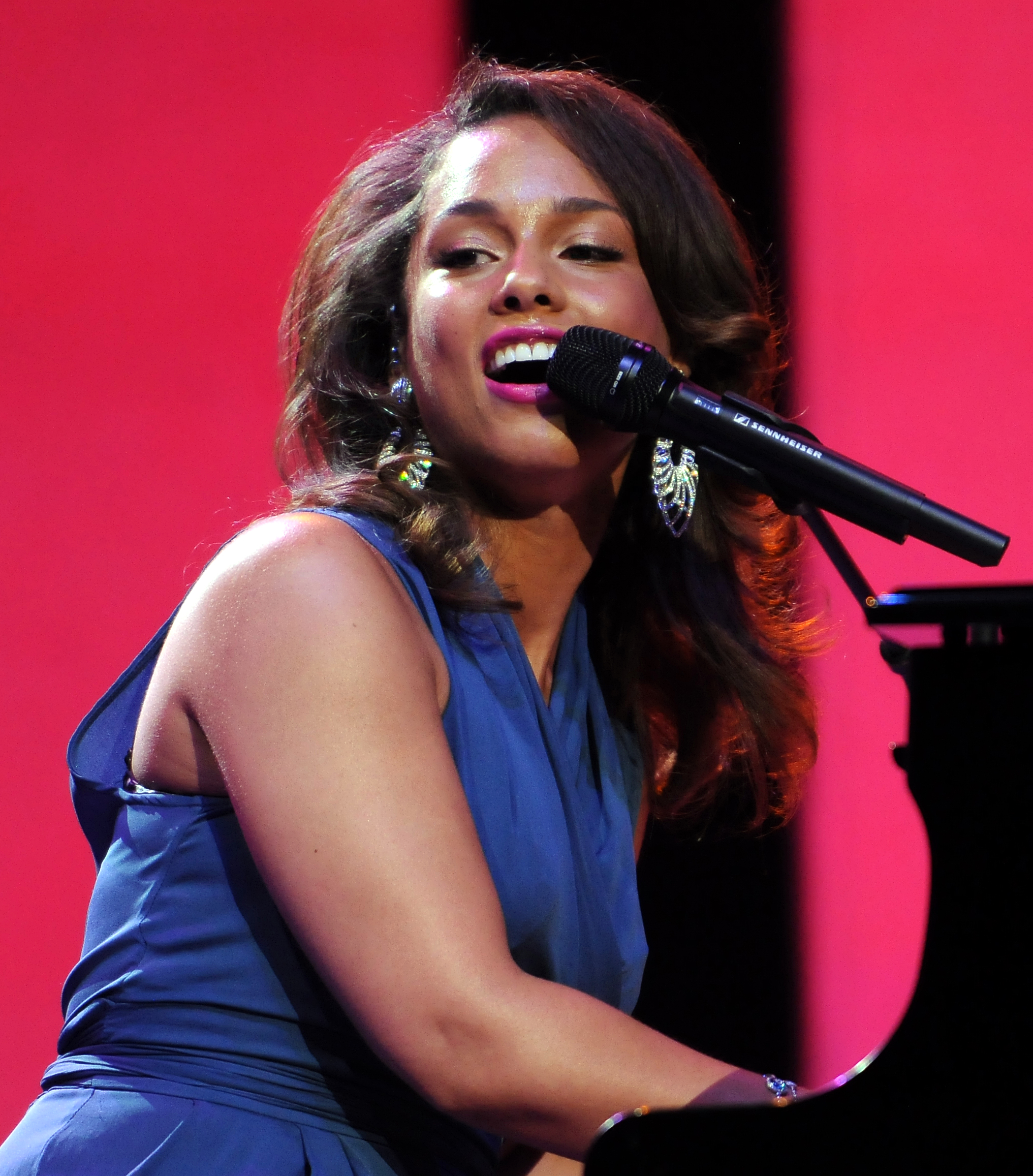
Alicia Keys sở hữu 4 đĩa đơn quán quân, tổng 22 tuần đầu bảng.

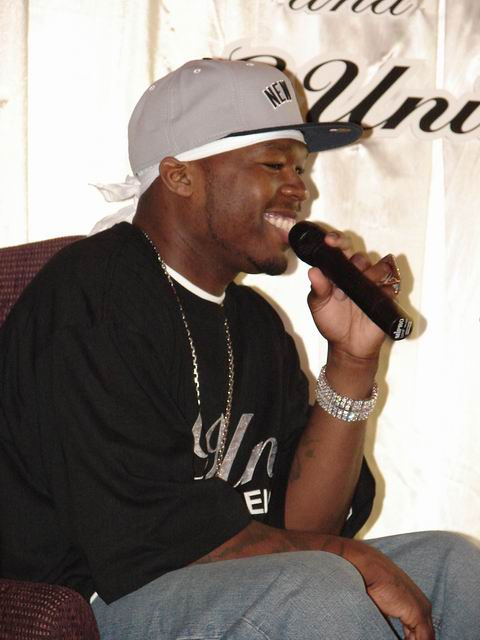
50 Cent có 4 đĩa đơn quán quân, gồm cả đĩa đơn thành công nhất năm 2003 "In da Club".

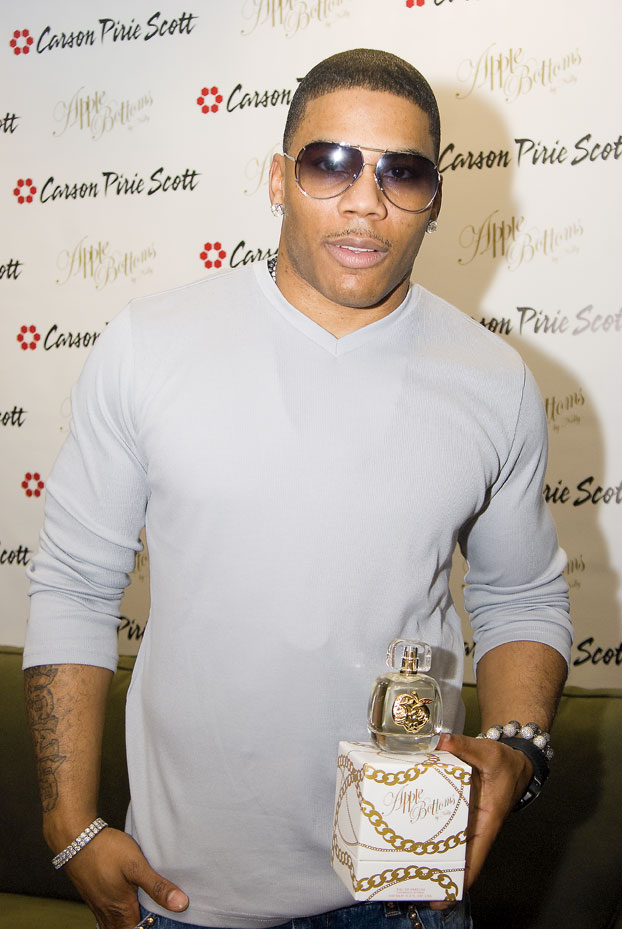
Nelly trụ 23 tuần đầu bảng với 4 bài hát quán quân.

Rihanna có 3 đĩa quán quân là "SOS" (2006), "Umbrella" (2007) và "Don't Stop the Music" (2008).

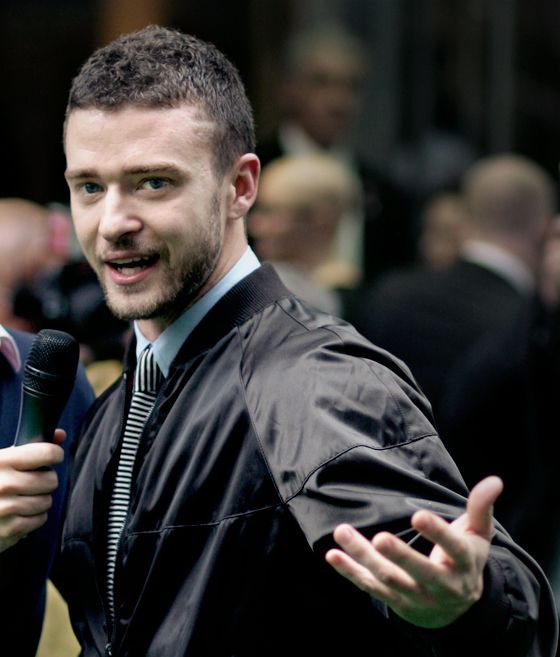
Justin Timberlake là một trong những nghệ sĩ thành công nhất thập niên với 4 đĩa đơn quán quân là "SexyBack", "My Love", "What Goes Around... Comes Around" và "Give It to Me".

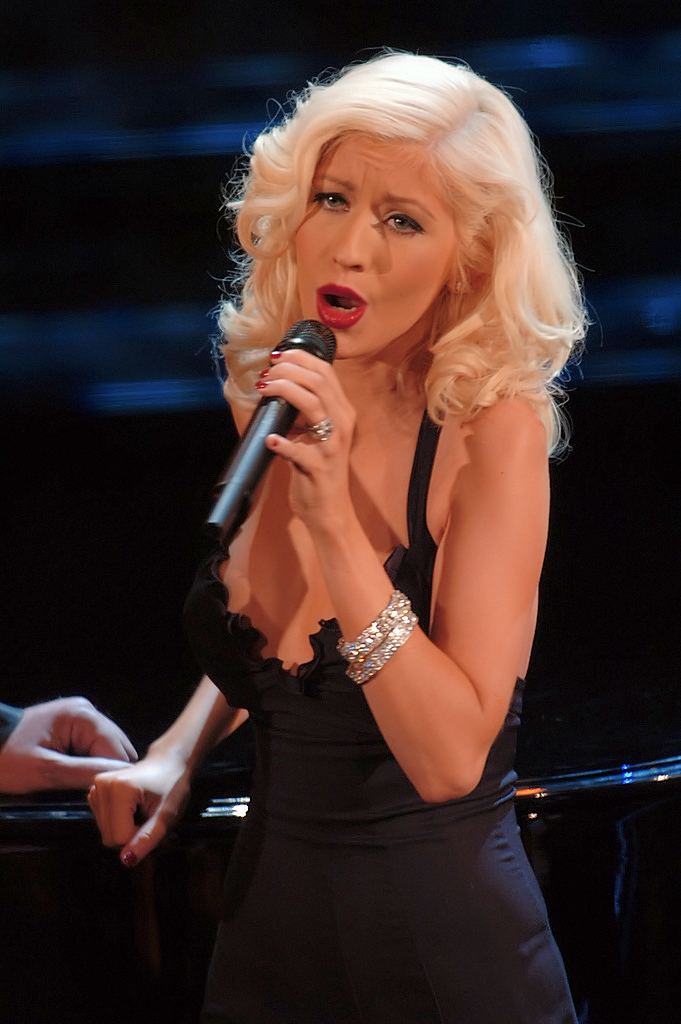
Christina Aguilera có 3 đĩa đơn quán quân là "What a Girl Wants", "Come On Over Baby (All I Want Is You)" và "Lady Marmalade".

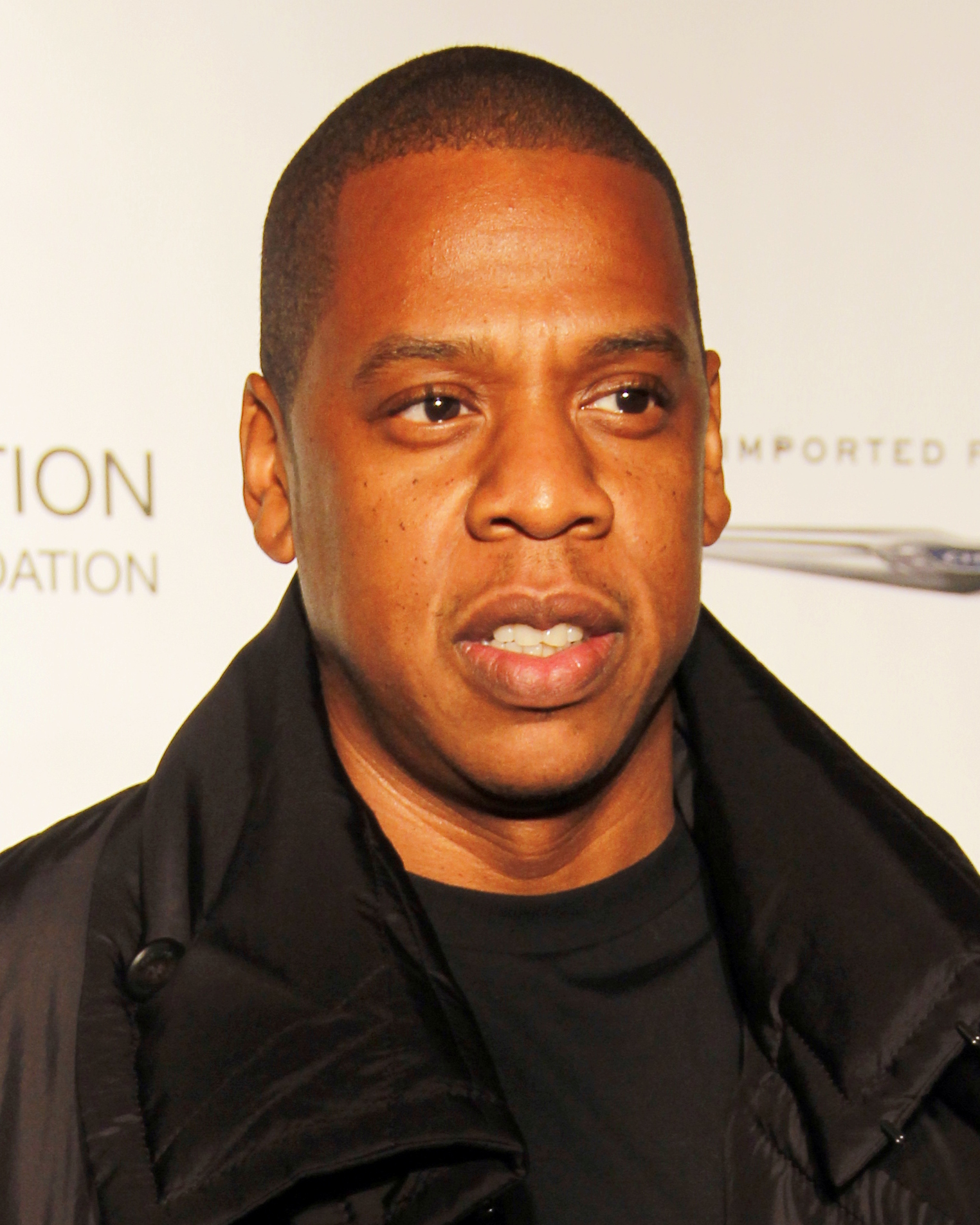
Jay-Z sở hữu 3 bài hát quán quân, bao gồm cả bài quán quân chấm dứt thập niên "Empire State of Mind" hợp tác với Alicia Keys.

Bảng chú dẫn
 ♪   – Đĩa đơn quán quân cuối năm
 ♪   – Đĩa đơn thành công nhất thập kỷ
Lưu ýCác đĩa đơn thành công nhất trên Hot 100 của năm 2000 và 2001 lần lượt là "Breathe" của Faith Hill và "Hanging by a Moment" của Lifehouse. Cả hai đĩa đơn chỉ đứng cao nhất ở hạng 2, do đó không nằm trong danh sách này.
| #    | Số ra                | Nghệ sĩ                                                 | Đĩa đơn                                 | Hãng đĩa                                      | Số tuần quán quân |
| 2000 | 2000                 | 2000                                                    | 2000                                    | 2000                                          | 2000              |
| ---- | -------------------- | ------------------------------------------------------- | --------------------------------------- | --------------------------------------------- | ----------------- |
| 851  | 15 tháng 1 năm 2000  | Christina Aguilera                                      | "What a Girl Wants"                     | RCA                                           | 2                 |
| 852  | 29 tháng 1 năm 2000  | Savage Garden                                           | "I Knew I Loved You"                    | Columbia                                      | 4                 |
| 853  | 19 tháng 2 năm 2000  | Mariah Carey hợp tác với Joe & 98 Degrees               | "Thank God I Found You"                 | Columbia                                      | 1                 |
| 854  | 4 tháng 3 năm 2000   | Lonestar                                                | "Amazed"                                | BNA                                           | 2                 |
| 855  | 18 tháng 3 năm 2000  | Destiny's Child                                         | "Say My Name"                           | Columbia                                      | 3                 |
| 856  | 8 tháng 4 năm 2000   | Santana hợp tác với The Product G&B                     | "Maria Maria"                           | Arista                                        | 10                |
| 857  | 17 tháng 6 năm 2000  | Aaliyah                                                 | "Try Again"                             | Blackground/Virgin                            | 1                 |
| 858  | 24 tháng 6 năm 2000  | Enrique Iglesias                                        | "Be With You"                           | Interscope                                    | 3                 |
| 859  | 15 tháng 7 năm 2000  | Vertical Horizon                                        | "Everything You Want"                   | RCA                                           | 1                 |
| 860  | 22 tháng 7 năm 2000  | Matchbox Twenty                                         | "Bent"                                  | Atlantic                                      | 1                 |
| 861  | 29 tháng 7 năm 2000  | 'N Sync                                                 | "It's Gonna Be Me"                      | Jive                                          | 2                 |
| 862  | 12 tháng 8 năm 2000  | Sisqó                                                   | "Incomplete"                            | IDJMG                                         | 2                 |
| 863  | 26 tháng 8 năm 2000  | Janet Jackson                                           | "Doesn't Really Matter"                 | IDJMG                                         | 3                 |
| 864  | 16 tháng 9 năm 2000  | Madonna                                                 | "Music"                                 | Warner Bros.                                  | 4                 |
| 865  | 14 tháng 10 năm 2000 | Christina Aguilera                                      | "Come On Over Baby (All I Want Is You)" | RCA                                           | 4                 |
| 866  | 11 tháng 11 năm 2000 | Creed                                                   | "With Arms Wide Open"                   | Wind-up                                       | 1                 |
| 867  | 18 tháng 11 năm 2000 | Destiny's Child                                         | "Independent Women"                     | Columbia                                      | 11                |
| 2001 |                      |                                                         |                                         |                                               |                   |
| 868  | 3 tháng 2 năm 2001   | Shaggy hợp tác với Ricardo 'Rikrok' Ducent              | "It Wasn't Me"                          | MCA                                           | 2                 |
| 869  | 17 tháng 2 năm 2001  | Outkast                                                 | "Ms. Jackson"                           | Arista                                        | 1                 |
| 870  | 24 tháng 2 năm 2001  | Joe hợp tác với Mystikal                                | "Stutter"                               | Jive                                          | 4                 |
| 871  | 24 tháng 3 năm 2001  | Crazy Town                                              | "Butterfly"                             | Columbia                                      | 2                 |
| 872  | 31 tháng 3 năm 2001  | Shaggy & Rayvon                                         | "Angel"                                 | MCA                                           | 1                 |
| 873  | 14 tháng 4 năm 2001  | Janet Jackson                                           | "All For You"                           | Virgin                                        | 7                 |
| 874  | 2 tháng 6 năm 2001   | Christina Aguilera, Lil' Kim, Mýa & Pink                | "Lady Marmalade"                        | Interscope                                    | 5                 |
| 875  | 7 tháng 7 năm 2001   | Usher                                                   | "U Remind Me"                           | Arista                                        | 4                 |
| 876  | 4 tháng 8 năm 2001   | Destiny's Child                                         | "Bootylicious"                          | Columbia                                      | 2                 |
| 877  | 18 tháng 8 năm 2001  | Alicia Keys                                             | "Fallin'"                               | J                                             | 6                 |
| 878  | 8 tháng 9 năm 2001   | Jennifer Lopez hợp tác với Ja Rule                      | "I'm Real"                              | Epic                                          | 5                 |
| 879  | 3 tháng 11 năm 2001  | Mary J. Blige                                           | "Family Affair"                         | MCA                                           | 6                 |
| 880  | 15 tháng 12 năm 2001 | Usher                                                   | "U Got It Bad"                          | Arista                                        | 6                 |
| 881  | 22 tháng 12 năm 2001 | Nickelback                                              | "How You Remind Me"♪                    | IDJMG                                         | 4                 |
| 2002 |                      |                                                         |                                         |                                               |                   |
| 882  | 23 tháng 2 năm 2002  | Ja Rule hợp tác với Ashanti                             | "Always on Time"                        | IDJMG                                         | 2                 |
| 883  | 9 tháng 3 năm 2002   | Jennifer Lopez hợp tác với Ja Rule & Caddillac Tah      | "Ain't It Funny"                        | Epic                                          | 6                 |
| 884  | 20 tháng 4 năm 2002  | Ashanti                                                 | "Foolish"                               | Murder Inc.                                   | 10                |
| 885  | 29 tháng 6 năm 2002  | Nelly                                                   | "Hot in Herre"                          | Universal                                     | 7                 |
| 886  | 17 tháng 8 năm 2002  | Nelly hợp tác với Kelly Rowland                         | "Dilemma"                               | Universal/Columbia                            | 10                |
| 887  | 5 tháng 10 năm 2002  | Kelly Clarkson                                          | "A Moment Like This"                    | RCA                                           | 2                 |
| 888  | 9 tháng 11 năm 2002  | Eminem                                                  | "Lose Yourself"                         | Interscope                                    | 12                |
| 2003 |                      |                                                         |                                         |                                               |                   |
| 889  | 1 tháng 1 năm 2003   | B2K hợp tác với P. Diddy                                | "Bump, Bump, Bump"                      | Epic                                          | 1                 |
| 890  | 8 tháng 2 năm 2003   | Jennifer Lopez hợp tác với LL Cool J                    | "All I Have"                            | Epic                                          | 4                 |
| 891  | 8 tháng 3 năm 2003   | 50 Cent                                                 | "In Da Club"♪                           | Interscope                                    | 9                 |
| 892  | 10 tháng 5 năm 2003  | Sean Paul                                               | "Get Busy"                              | Atlantic                                      | 3                 |
| 893  | 31 tháng 5 năm 2003  | 50 Cent hợp tác với Nate Dogg                           | "21 Questions"                          | Interscope                                    | 4                 |
| 894  | 28 tháng 6 năm 2003  | Clay Aiken                                              | "This Is the Night"                     | RCA                                           | 2                 |
| 895  | 12 tháng 7 năm 2003  | Beyoncé hợp tác với Jay-Z                               | "Crazy in Love"                         | Columbia                                      | 8                 |
| 896  | 6 tháng 9 năm 2003   | Nelly, P. Diddy & Murphy Lee                            | "Shake Ya Tailfeather"                  | Universal                                     | 4                 |
| 897  | 4 tháng 10 năm 2003  | Beyoncé hợp tác với Sean Paul                           | "Baby Boy"                              | Columbia                                      | 9                 |
| 898  | 6 tháng 12 năm 2003  | Ludacris hợp tác với Shawnna                            | "Stand Up"                              | IDJMG                                         | 1                 |
| 899  | 13 tháng 12 năm 2003 | Outkast                                                 | "Hey Ya!"                               | LaFace                                        | 9                 |
| 2004 |                      |                                                         |                                         |                                               |                   |
| 900  | 14 tháng 2 năm 2004  | Outkast hợp tác với Sleepy Brown                        | "The Way You Move"                      | LaFace                                        | 1                 |
| 901  | 21 tháng 2 năm 2004  | Twista & Kanye West hợp tác với Jamie Foxx              | "Slow Jamz"                             | Atlantic                                      | 1                 |
| 902  | 28 tháng 2 năm 2004  | Usher hợp tác với Lil Jon & Ludacris                    | "Yeah!"♪                                | Arista                                        | 12                |
| 903  | 22 tháng 5 năm 2004  | Usher                                                   | "Burn"                                  | Arista                                        | 8                 |
| 904  | 10 tháng 7 năm 2004  | Fantasia                                                | "I Believe"                             | J Records                                     | 1                 |
| 905  | 24 tháng 7 năm 2004  | Usher                                                   | "Confessions Part II"                   | Arista                                        | 2                 |
| 906  | 7 tháng 8 năm 2004   | Juvenile hợp tác với Soulja Slim                        | "Slow Motion"                           | Cash Money                                    | 2                 |
| 907  | 21 tháng 8 năm 2004  | The Terror Squad                                        | "Lean Back"                             | Universal                                     | 3                 |
| 908  | 11 tháng 9 năm 2004  | Ciara hợp tác với Petey Pablo                           | "Goodies"                               | LaFace/Sho'nuff                               | 7                 |
| 909  | 30 tháng 10 năm 2004 | Usher & Alicia Keys                                     | "My Boo"                                | LaFace                                        | 6                 |
| 910  | 11 tháng 12 năm 2004 | Snoop Dogg hợp tác với Pharrell                         | "Drop It Like It's Hot"                 | Doggystyle/Star Trak/Geffen                   | 3                 |
| 2005 |                      |                                                         |                                         |                                               |                   |
| 911  | 1 tháng 1 năm 2005   | Mario                                                   | "Let Me Love You"                       | J                                             | 9                 |
| 912  | 5 tháng 3 năm 2005   | 50 Cent hợp tác với Olivia                              | "Candy Shop"                            | Aftermath/Interscope/Shady                    | 9                 |
| 913  | 7 tháng 5 năm 2005   | Gwen Stefani                                            | "Hollaback Girl"                        | Interscope                                    | 4                 |
| 914  | 4 tháng 6 năm 2005   | Mariah Carey                                            | "We Belong Together"†                   | IDJMG                                         | 14                |
| 915  | 2 tháng 7 năm 2005   | Carrie Underwood                                        | "Inside Your Heaven"                    | Arista                                        | 1                 |
| 916  | 17 tháng 9 năm 2005  | Kanye West hợp tác với Jamie Foxx                       | "Gold Digger"                           | IDJMG                                         | 10                |
| 917  | 26 tháng 11 năm 2005 | Chris Brown                                             | "Run It!"                               | Jive                                          | 5                 |
| 918  | 31 tháng 12 năm 2005 | Mariah Carey                                            | "Don't Forget About Us"                 | Island                                        | 2                 |
| 2006 |                      |                                                         |                                         |                                               |                   |
| 919  | 14 tháng 11 năm 2006 | D4L                                                     | "Laffy Taffy"                           | Atlantic                                      | 1                 |
| 920  | 21 tháng 1 năm 2006  | Nelly hợp tác với Paul Wall, Ali & Gipp                 | "Grillz"                                | Universal Motown                              | 2                 |
| 921  | 4 tháng 2 năm 2006   | Beyoncé hợp tác với Slim Thug                           | "Check on It"                           | Columbia                                      | 5                 |
| 922  | 11 tháng 3 năm 2006  | James Blunt                                             | "You're Beautiful"                      | Atlantic                                      | 1                 |
| 923  | 18 tháng 3 năm 2006  | Ne-Yo                                                   | "So Sick"                               | IDJMG                                         | 2                 |
| 924  | 1 tháng 4 năm 2006   | Sean Paul                                               | "Temperature"                           | Atlantic                                      | 1                 |
| 925  | 8 tháng 4 năm 2006   | Daniel Powter                                           | "Bad Day"♪                              | Warner Bros.                                  | 5                 |
| 926  | 13 tháng 5 năm 2006  | Rihanna                                                 | "SOS"                                   | IDJMG                                         | 3                 |
| 927  | 3 tháng 6 năm 2006   | Chamillionaire hợp tác với Krayzie Bone                 | "Ridin'"                                | Universal Motown                              | 2                 |
| 928  | 17 tháng 6 năm 2006  | Shakira hợp tác với Wyclef Jean                         | "Hips Don't Lie"                        | Epic                                          | 2                 |
| 929  | 1 tháng 7 năm 2006   | Taylor Hicks                                            | "Do I Make You Proud"                   | Arista                                        | 1                 |
| 930  | 8 tháng 7 năm 2006   | Nelly Furtado hợp tác với Timbaland                     | "Promiscuous"                           | Geffen                                        | 6                 |
| 931  | 19 tháng 8 năm 2006  | Fergie                                                  | "London Brigde"                         | Interscope                                    | 3                 |
| 932  | 9 tháng 9 năm 2006   | Justin Timberlake                                       | "SexyBack"                              | Jive/Mosley                                   | 7                 |
| 933  | 28 tháng 10 năm 2006 | Ludacris hợp tác với Pharrell                           | "Money Maker"                           | IDJMG                                         | 2                 |
| 934  | 11 tháng 11 năm 2006 | Justin Timberlake hợp tác với T.I.                      | "My Love"                               | Jive                                          | 3                 |
| 935  | 2 tháng 12 năm 2006  | Akon hợp tác với Snoop Dogg                             | "I Wanna Love You"                      | Universal Motown                              | 2                 |
| 936  | 16 tháng 12 năm 2006 | Beyoncé                                                 | "Irreplaceable"♪                        | Columbia                                      | 10                |
| 2007 |                      |                                                         |                                         |                                               |                   |
| 937  | 24 tháng 2 năm 2007  | Nelly Furtado                                           | "Say It Right"                          | Geffen                                        | 1                 |
| 938  | 3 tháng 3 năm 2007   | Justin Timberlake                                       | "What Goes Around... Comes Around"      | Jive                                          | 1                 |
| 939  | 10 tháng 3 năm 2007  | MIMS                                                    | "This Is Why I'm Hot"                   | Capitol                                       | 2                 |
| 940  | 24 tháng 3 năm 2007  | Fergie hợp tác với Ludacris                             | "Glamorous"                             | Interscope                                    | 2                 |
| 941  | 7 tháng 4 năm 2007   | Akon                                                    | "Don't Matter"                          | Universal Motown                              | 2                 |
| 942  | 21 tháng 4 năm 2007  | Timbaland hợp tác với Justin Timberlake & Nelly Furtado | "Give It To Me"                         | Interscope                                    | 2                 |
| 943  | 5 tháng 5 năm 2007   | Avril Lavigne                                           | "Girlfriend"                            | RCA                                           | 1                 |
| 944  | 12 tháng 5 năm 2007  | Maroon 5                                                | "Makes Me Wonder"                       | Interscope                                    | 3                 |
| 945  | 26 tháng 5 năm 2007  | T-Pain hợp tác với Yung Joc                             | "Buy U a Drank (Shawty Snappin')"       | Nappy Boy/Konvict/Jive                        | 1                 |
| 946  | 9 tháng 6 năm 2007   | Rihanna hợp tác với Jay-Z                               | "Umbrella"                              | IDJMG                                         | 7                 |
| 947  | 28 tháng 7 năm 2007  | Plain White T's                                         | "Hey There Delilah"                     | Hollywood/Fearless                            | 2                 |
| 948  | 11 tháng 8 năm 2007  | Sean Kingston                                           | "Beautiful Girls"                       | Epic/Geffen/ Viacom/Koch                      | 4                 |
| 949  | 8 tháng 9 năm 2007   | Fergie                                                  | "Big Girls Don't Cry"                   | Interscope                                    | 1                 |
| 950  | 15 tháng 9 năm 2007  | Soulja Boy                                              | "Crank That (Soulja Boy)"               | Interscope                                    | 7                 |
| 951  | 29 tháng 10 năm 2007 | Kanye West                                              | "Stronger"                              | IDJMG                                         | 1                 |
| 952  | 10 tháng 11 năm 2007 | Chris Brown hợp tác với T-Pain                          | "Kiss Kiss"                             | Jive                                          | 3                 |
| 953  | 1 tháng 12 năm 2007  | Alicia Keys                                             | "No One"                                | J Records                                     | 5                 |
| 2008 |                      |                                                         |                                         |                                               |                   |
| 954  | 5 tháng 1 năm 2008   | Flo Rida hợp tác với T-Pain                             | "Low"♪                                  | Atlantic                                      | 10                |
| 955  | 15 tháng 3 năm 2008  | Usher featuring Young Jeezy                             | "Love in This Club"                     | LaFace                                        | 3                 |
| 956  | 5 tháng 4 năm 2008   | Leona Lewis                                             | "Bleeding Love"                         | Syco/J                                        | 4                 |
| 957  | 12 tháng 4 năm 2008  | Mariah Carey                                            | "Touch My Body"                         | Island                                        | 2                 |
| 958  | 3 tháng 5 năm 2008   | Lil Wayne hợp tác với Static Major                      | "Lollipop"                              | Universal Motown                              | 5                 |
| 959  | 24 tháng 5 năm 2008  | Rihanna                                                 | "Take a Bow"                            | IDJMG                                         | 1                 |
| 960  | 28 tháng 6 năm 2008  | Coldplay                                                | "Viva la Vida"                          | Capitol                                       | 1                 |
| 961  | 5 tháng 7 năm 2008   | Katy Perry                                              | "I Kissed a Girl"                       | Capitol                                       | 7                 |
| 962  | 23 tháng 8 năm 2008  | Rihanna                                                 | "Disturbia"                             | Def Jam                                       | 2                 |
| 963  | 6 tháng 9 năm 2008   | T.I.                                                    | "Whatever You Like"                     | Grand Hustle/Atlantic                         | 7                 |
| 964  | 27 tháng 9 năm 2008  | Pink                                                    | "So What"                               | LaFace                                        | 1                 |
| 965  | 18 tháng 10 năm 2008 | T.I. hợp tác với Rihanna                                | "Live Your Life"                        | Grand Hustle/Atlantic                         | 6                 |
| 966  | 25 tháng 10 năm 2008 | Britney Spears                                          | "Womanizer"                             | Jive                                          | 1                 |
| 967  | 13 tháng 12 năm 2008 | Beyoncé                                                 | "Single Ladies (Put a Ring on It)"      | Columbia                                      | 4                 |
| 2009 |                      |                                                         |                                         |                                               |                   |
| 968  | 17 tháng 1 năm 2009  | Lady Gaga hợp tác với Colby O'Donis                     | "Just Dance"                            | Streamline/Interscope/Kon Live                | 3                 |
| 969  | 7 tháng 2 năm 2009   | Kelly Clarkson                                          | "My Life Would Suck Without You"        | RCA                                           | 2                 |
| 970  | 21 tháng 2 năm 2009  | Eminem hợp tác với Dr. Dre & 50 Cent                    | "Crack a Bottle"                        | Shady/Aftermath/Interscope                    | 1                 |
| 971  | 28 tháng 2 năm 2009  | Flo Rida                                                | "Right Round"                           | Poe Boy/Atlantic                              | 6                 |
| 972  | 11 tháng 4 năm 2009  | Lady Gaga                                               | "Poker Face"                            | Streamline/Kon Live/ Cherrytree/Interscope    | 1                 |
| 973  | 18 tháng 4 năm 2009  | The Black Eyed Peas                                     | "Boom Boom Pow"♪                        | Interscope                                    | 12                |
| 974  | 11 tháng 7 năm 2009  | The Black Eyed Peas                                     | "I Gotta Feeling"                       | Interscope                                    | 14                |
| 975  | 17 tháng 10 năm 2009 | Jay Sean hợp tác với Lil' Wayne                         | "Down"                                  | Jayded/2Point9/ Cash Money/Universal Republic | 2                 |
| 976  | 24 tháng 10 năm 2009 | Britney Spears                                          | "3"                                     | Jive                                          | 1                 |
| 977  | 7 tháng 11 năm 2009  | Owl City                                                | "Fireflies"                             | Universal Republic                            | 2                 |
| 978  | 14 tháng 11 năm 2009 | Jason Derülo                                            | "Whatcha Say"                           | Beluga Heights/Warner Bros.                   | 1                 |
| 979  | 28 tháng 11 năm 2009 | Jay-Z hợp tác với Alicia Keys                           | "Empire State of Mind"                  | Roc Nation/Atlantic                           | 5                 |

## Thống kê

### Nghệ sĩ có nhiều tuần quán quân nhất
Các nghệ sĩ liệt kê dưới đây có nhiều tuần quán quân nhất trên bảng xếp hạng. Một số nghệ sĩ đạt thành tích quán quân cả với vai trò nghệ sĩ chính lẫn làm khách mời. Chẳng hạn như bài "Umbrella" của Rihanna hợp tác với Jay-Z được tính cho cả hai nghệ sĩ vì tên của họ của đều được ghi công trên đĩa đơn. Cách tính này cũng áp dụng cho những thống kê kế tiếp. 
| Nghệ sĩ             | Số tuần quán quân |
| ------------------- | ----------------- |
| Usher               | 41                |
| Beyoncé             | 36                |
| The Black Eyed Peas | 26                |
| Nelly               | 23                |
| 50 Cent             | 23                |
| Alicia Keys         | 22                |
| Jay-Z               | 20                |
| Mariah Carey        | 19                |
| Rihanna             | 19                |

### Nghệ sĩ có nhiều đĩa đơn quán quân nhất
Trong khi một số nghệ sĩ xuất hiện ở vị trí quán quân trong vai trò nghệ sĩ đơn ca hoặc thành viên của một nhóm nhạc, họ chỉ được tính cho phần nghệ sĩ đơn ca. Chẳng hạn như Justin Timberlake giành vị trí đầu bảng với 4 đĩa đơn ghi công nghệ sĩ đơn ca và 1 đĩa đơn ghi công thành viên của N Sync, thì phần ghi công cho N Sync không được tính.
| Nghệ sĩ            | Tựa các ca khúc                                                                                              | Số đĩa quán quân |
| ------------------ | --- | ---------------- |
| Usher              | - "U Remind Me" - "U Got It Bad" - "Yeah!" - "Burn" - "Confessions Part II" - "My Boo" - "Love in This Club" | 7                |
| Beyoncé            | - "Crazy in Love" - "Baby Boy" - "Check on It" - "Irreplaceable" - "Single Ladies (Put a Ring on It)"        | 5                |
| Rihanna            | - "SOS" - "Umbrella" - "Take a Bow" - "Disturbia" - "Live Your Life"                                         | 5                |
| 50 Cent            | - "In da Club" - "21 Questions" - "Candy Shop" - "Crack a Bottle"                                            | 4                |
| Mariah Carey       | - "Thank God I Found You" - "We Belong Together" - "Don't Forget About Us" - "Touch My Body"                 | 4                |
| Alicia Keys        | - "Fallin'" - "My Boo" - "No One" - "Empire State of Mind"                                                   | 4                |
| Ludacris           | - "Stand Up" - "Yeah!" - "Money Maker" - "Glamorous"                                                         | 4                |
| Nelly              | - "Hot in Herre" - "Dilemma" - "Shake Ya Tailfeather" - "Grillz"                                             | 4                |
| Justin Timberlake  | - "SexyBack" - "My Love" - "What Goes Around... Comes Around" - "Give It To Me"                              | 4                |
| Christina Aguilera | - "What A Girl Wants" - "Come On Over (All I Want Is You)" - "Lady Marmalade"                                | 3                |
| Destiny's Child    | - "Say My Name" - "Independent Women" - "Bootylicious"                                                       | 3                |
| Fergie             | - "London Bridge" - "Glamorous" - "Big Girls Don't Cry"                                                      | 3                |
| Nelly Furtado      | - "Promiscuous" - "Say It Right" - "Give It to Me"                                                           | 3                |
| Jay-Z              | - "Crazy in Love" - "Umbrella" - "Empire State of Mind"                                                      | 3                |
| Jennifer Lopez     | - "Ain't It Funny (bản remix của Murder)" - "I'm Real" - "All I Have"                                        | 3                |
| Outkast            | - "Ms. Jackson" - "Hey Ya!" - "The Way You Move"                                                             | 3                |
| Sean Paul          | - "Get Busy" - "Baby Boy" - "Temperature"                                                                    | 3                |
| Ja Rule            | - "I'm Real" - "Always on Time" - "Ain't It Funny (bản remix của Murder)"                                    | 3                |
| T-Pain             | - "Buy U a Drank (Shawty Snappin')" - "Kiss Kiss" - "Low"                                                    | 3                |
| T.I.               | - "My Love" - "Whatever You Like" - "Live Your Life"                                                         | 3                |
| Kanye West         | - "Slow Jamz" - "Gold Digger" - "Stronger"                                                                   | 3                |

### Ca khúc quán quân lâu nhất

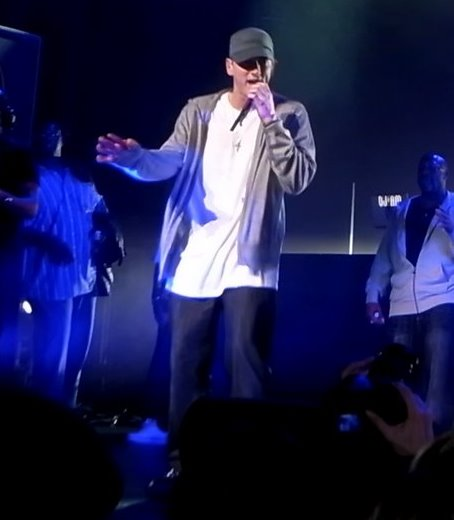
"Lose Yourself" của Eminem đứng đầu Hot 100 trong 12 tuần vào năm 2002.

| Nghệ sĩ                              | Đĩa đơn              | Số tuần quán quân |
| ------------------------------------ | -------------------- | ----------------- |
| Mariah Carey                         | "We Belong Together" | 14                |
| The Black Eyed Peas                  | "I Gotta Feeling"    | 14                |
| Eminem                               | "Lose Yourself"      | 12                |
| Usher hợp tác với Lil Jon & Ludacris | "Yeah!"              | 12                |
| The Black Eyed Peas                  | "Boom Boom Pow"      | 12                |
| Destiny's Child                      | "Independent Women"  | 11                |
| Beyoncé                              | "Irreplaceable"      | 10                |
| Flo Rida & T-Pain                    | "Low"                | 10                |
| Santana hợp tác với The Product G&B  | "Maria Maria"        | 10                |
| Nelly hợp tác với Kelly Rowland      | "Dilemma"            | 10                |
| Ashanti                              | "Foolish"            | 10                |
| Kanye West hợp tác với Jamie Foxx    | "Gold Digger"        | 10                |